# Forcipomyia incubans
Forcipomyia incubans är en tvåvingeart som först beskrevs av John William Scott Macfie 1937.  Forcipomyia incubans ingår i släktet Forcipomyia och familjen svidknott. Inga underarter finns listade i Catalogue of Life.